# Accademia Petrarca di lettere, arti e scienze
L’Accademia Petrarca di lettere, arti e scienze ha sede in Arezzo, nella Casa del Petrarca (via dell'Orto, 28).

## Storia
L'Accademia Petrarca nacque ufficialmente nel 1810, anche se erano già esistite in precedenza varie accademie aretine (l'Accademia dei forzati, l'Accademia dei furibondi).
Nel 1787 alcuni eruditi aretini chiesero al granduca Pietro Leopoldo di poter istituire una nuova Accademia, che però durò pochissimo, a causa dei sommovimenti portati dal periodo napoleonico. Nel maggio 1810, come si è detto, il sodalizio risorse, grosso modo con i medesimi soci, ed iniziò la propria regolare attività. Solo nel 1828 ebbe degna sede nella biblioteca dell'ex convento di Badia.
Tra gli argomenti trattati nelle riunioni dell'istituzione figuravano “paleografia, archeologia, numismatica ed altra varia erudizione; ma anche gli studi applicati (…) di economia, di diritto, di medicina, di agronomia, di fisica e di politica”.
A metà Ottocento, tra i soci figuravano personaggi quali Alessandro Manzoni, Giuseppe Giusti, Niccolò Tommaseo. Tra il 1841 e il 1847 ne fu presidente il medico Luigi Cittadini.
Nel Novecento, venne istituita la Commissione per l'edizione nazionale delle opere del Petrarca, che portò nuovo fervore alla vita dell'Accademia.
Tra i soci più significativi e noti del Novecento figurarono Ernest Hatch Wilkins, Giovanni Alfredo Cesareo, Nicola Zingarelli, Gioacchino Volpe, Carlo Calcaterra, Lionello Venturi, Giuseppe Billanovich, Bruno Migliorini, Ivano Ricci, Amintore Fanfani.
L'Accademia Petrarca prosegue attualmente la propria attività sotto la guida di Giulio Firpo.